# Альберто Гонсалес
Альберто Р. Гонсалес (англ. Alberto R. Gonzales; нар. 4 серпня 1955, Сан-Антоніо, Техас) — американський юрист і політичний діяч. Генеральний прокурор США з 2005 по 2007 рік.

## Життєпис
Він виріс у Х'юстоні, закінчив Університет Райса і Школу права Гарвардського університету.
З 1973 по 1975 він служив у ВПС США, з 1975 по 1977 навчався у Військово-повітряній академії США.
З 1982 по 1994 працював у х'юстонській юридичній компанії Vinson & Elkins.
У 1994 році губернатор Техасу Джордж Буш призначив його своїм юридичним радником.
Секретар штату Техас з 1998 по 1999. У період з 14 січня 1999 по 22 грудня 2000 Гонсалес був суддею Верховного суду штату Техас. У 2001 році став юридичним радником Білого дому.